# Beat Föllmi

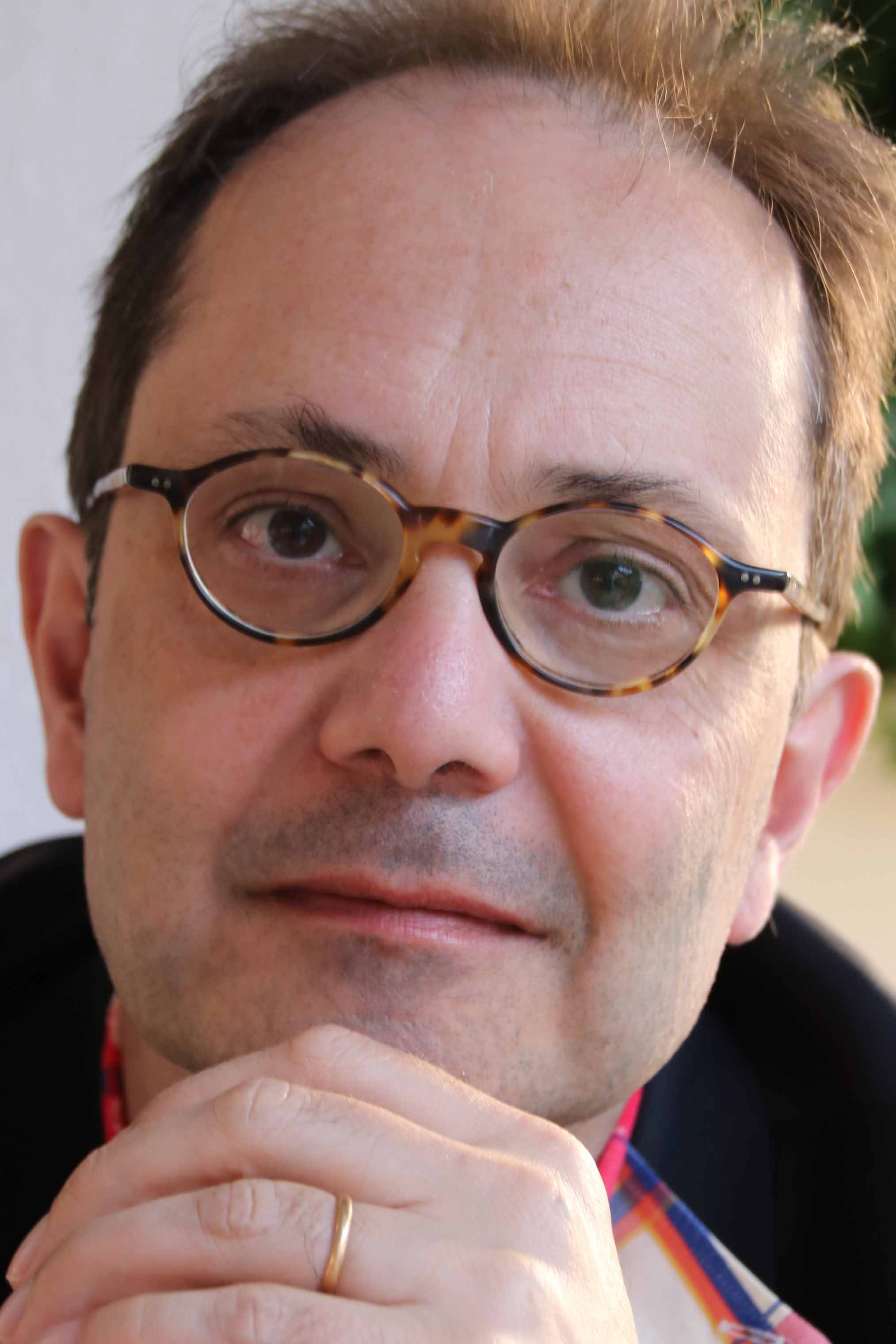

Beat A. Föllmi (* 9. Juni 1965 in Zürich) ist ein Schweizer Musikwissenschaftler und Theologe.

## Leben
Beat Föllmi studierte von 1985 bis 1991 Musikwissenschaft (bei Kurt von Fischer und Max Lütolf) und evangelische Theologie (bei Hans Weder und Alfred Schindler) an der Universität Zürich. 1990 übernahm er überdies eine Assistenz für Neues Testament an der Theologischen Fakultät. Ein Jahr später schloss er sein Studium mit dem Lizentiat über «Das Weiterwirken der Musikanschauung Augustins im 16. Jahrhundert» ab. Die durch Lütolf betreute musikwissenschaftliche Arbeit erschien 1994 in der Reihe «Europäische Hochschulschriften» im Peter Lang Verlag. Darin untersuchte Föllmi mithilfe seiner Latein- und Griechischkenntnisse «systematisch» den Einfluss der Aussagen des Kirchenlehrers über die Musik auf die Musiktheorie des 16. Jahrhunderts. Im Wintersemester 1995/96 wurde er in Musikwissenschaft, ebenfalls bei Lütolf, mit der fächerübergreifend ausgerichteten Dissertation «Tradition als hermeneutische Kategorie bei Arnold Schönberg» zum Dr. phil. promoviert. Nach Mathias Hansen bietet Föllmis Studie «eine kaum noch ergänzbar wirkende, komplexe Darstellung.»
Unterstützt durch ein Stipendium der Kommission zur Förderung des akademischen Nachwuchses des Kantons Zürich forschte Föllmi von 1997 bis 2000 an der Universität Marc Bloch in Straßburg. 2003 folgte die durch die Musikwissenschaftlerin Márta Grabócz beaufsichtigte Habilitation über die Narrativität und Philologie in der Musik. 2008 wurde er Maître de conférences und 2012 Lehrstuhlinhaber für Kirchenmusik und Hymnologie an der Fakultät für Evangelische Theologie der Universität Straßburg. Er verantwortet dort den Masterstudiengang Evangelische Theologie. Verschiedene Gastprofessuren führten ihn zwischen 2016 und 2018 an die Universität Laval nach Quebec, Kanada, und an die Universität Kyoto, Japan. Seine Forschungsschwerpunkte sind die Rezeption biblischer Themen in der Musik, die Psalmodie, die zeitgenössische geistliche Musik, die Hymnologie sowie Musik und Identität.
Föllmi ist Mitglied der Arnold-Schönberg-Gesellschaft in Wien (seit 1994), der Amerikanischen Gesellschaft für Musikwissenschaft (seit 1999), der Société française de musicologie in Paris (seit 1999), des Zwinglivereins in Zürich (seit 1996), der Internationalen Arbeitsgemeinschaft für Hymnologie (seit 2014) und des Reformierten Kirchenmusikverbands Schweiz (seit 2015). Von 1999 bis 2009 war er Fachbeirat für die «Schweiz» in der Redaktion des Musiklexikons Die Musik in Geschichte und Gegenwart und von 1997 bis 2010 Mitglied des Projekts «Musical Signification». Seit 2014 ist er, zusammen mit Ansgar Franz von der Johannes Gutenberg-Universität Mainz Projektleiter der Hymnological Database (HDB), einer umfassenden Datenbank für Kirchengesangbücher und Kirchenliedern. 2016 war er Gründungsmitglied der Forschungsgruppe AVEDEMETER (Visuelle Künste, Tanz, Musik, Theater, Religion). Außerdem gehört er seit 2008 der Forschungsgruppe Équipe d'accueil 4378 «Théologie protestante» und seit 2012 dem Exzellenzcluster GREAM (Experimentelle Forschungsgruppe zum musikalischen Akt) an.

## Schoeck-Forschung
Im Jahr 1988 wurde er Mitarbeiter der wissenschaftlich-kritischen Gesamtausgabe der Werke des Schweizer Komponisten Othmar Schoeck, deren Editionsleiter er seit 2001 ist. Föllmi, der die wissenschaftliche Leitung von seinem Lehrer übernahm, legte innerhalb der Gesamtausgabe auch mehrere Einzelbände (Bände 10, 14 und 23) vor. Von 1999 bis 2014 war er Mitglied des Fachbeirats Othmar-Schoeck-Gesamtausgabe der Schweizerischen Akademie für Geistes- und Sozialwissenschaften in Bern. Bereits 1995 wurde er Vorstandsmitglied der Othmar Schoeck-Gesellschaft in Zürich. Ferner organisierte er zwei internationale Symposien zu Othmar Schoeck (in Luzern 1999 und Zürich 2001). Sein 1997 in der «Schriftenreihe der Othmar-Schoeck-Gesellschaft» erschienenes «Praktisches Verzeichnis der Werke Othmar Schoecks» eignet sich der Kritik zufolge insbesondere für Sänger. 2013 publizierte er die erste französischsprachige Biografie des Komponisten. Diese wurde 2014 mit dem Prix des Muses (Kategorie: «découverte») der Singer-Polignac-Stiftung in Paris ausgezeichnet.

## Schriften (Auswahl)
- Das Weiterwirken der Musikanschauung Augustins im 16. Jahrhundert (Europäische Hochschulschriften, Reihe 36, Musikwissenschaft. Bd. 116). Lang, Berlin u. a. 1994, ISBN 3-906752-54-2.
- Tradition als hermeneutische Kategorie bei Arnold Schönberg. Haupt, Bern u. a. 1996, ISBN 3-258-05461-4.
- Praktisches Verzeichnis der Werke Othmar Schoecks (Schriftenreihe der Othmar-Schoeck-Gesellschaft. H. 2). Othmar-Schoeck-Gesellschaft, Zürich 1997.
- Hg.: Die Worte vergrössern. Schoecks Opern im Spiegel der Kulturwissenschaften. Bericht über das zweite Internationale Symposium Othmar Schoeck in Luzern, 13. und 14. August 1999 (Schriftenreihe der Othmar-Schoeck-Gesellschaft. H. 3). Othmar-Schoeck-Gesellschaft, Zürich 2000, ISBN 3-9522145-3-1.
- Hg.: Sämtliche Werke von Othmar Schoeck. Hug, Zürich 2001ff., ISBN 3-906415-39-2.
- Hg.: Das Streichquartett in der ersten Hälfte des 20. Jahrhunderts. Bericht über das Dritte Internationale Symposium Othmar Schoeck in Zürich, 19. und 20. Oktober 2001 (Schriftenreihe der Othmar-Schoeck-Gesellschaft. H. 4). Schneider, Tutzing 2004, ISBN 3-7952-1114-X.
- Hg. mit Nils Grosch und Mathieu Schneider: Music and the construction of national identities in the 19th century. [Actes du Colloque International «Musique et Construction des Identités Nationales au XIXe Siècle» (Université Marc-Bloch, Strasbourg, 18–19 octobre 2007)] (Collection d’études musicologiques. Bd. 98). Koerner, Baden-Baden u. a. 2010, ISBN 978-3-87320-598-7.
- Othmar Schoeck. Le maître du lied (Série mélophiles). Éditions Papillon, Genf 2013, ISBN 978-2-940310-45-6.
- Hg. mit Jacques Viret: Le chant liturgique aujourd’hui et la tradition grégorienne (Collection GREAM). Editions Hermann, 2016, ISBN 978-2-7056-9268-1.
- Karl Gustav Fellerer. In: Biographisch-Bibliographisches Kirchenlexikon (BBKL). Band 42, Bautz, Nordhausen 2021, ISBN 978-3-95948-505-0, Sp. 396–399 (Artikel/Artikelanfang im Internet-Archive).
- Thomas Selle. In: Biographisch-Bibliographisches Kirchenlexikon (BBKL). Band 42, Bautz, Nordhausen 2021, ISBN 978-3-95948-505-0, Sp. 1357–1360 (Artikel/Artikelanfang im Internet-Archive).
- Claudin de Sermisy. In: Biographisch-Bibliographisches Kirchenlexikon (BBKL). Band 42, Bautz, Nordhausen 2021, ISBN 978-3-95948-505-0, Sp. 1360–1362 (Artikel/Artikelanfang im Internet-Archive).